# 7 Years
"7 Years" er en sang af den danske soul-popgruppe Lukas Graham fra albummet Lukas Graham (Blue Album). Den blev udgivet som tredje single fra albummet den 18. september 2015. "7 Years" har opnået succes i Danmark, såvel som i store dele af Europa, samt i Canada og USA.
Sangen er skrevet af Lukas Forchammer, Stefan Forrest, Morten Ristorp, og Morten Pilegaard. Sangen er produceret af Future Animals og Pilo.
I juli 2022 var sangen blevet set over 1,25 mia. gange på YouTube.

## Musikvideo
Den 18. november 2015, udgav bandet en lyrikvideo, indeholdende teksten til sangen, samt masser af billeder af forsangerens barndom, familie og enkelte billeder fra dennes rolle som Grunk i Krummerne-filmene. Lyrikvideoen var fire minutter og ti sekunder lang. En officiel musikvideo til "7 Years" blev udgivet på YouTube den 15. december 2015, og havde en længde på tre minutter og nioghalvtreds sekunder. Videoen viser Lukas Graham fortællende en historie fra Det Kongelige Teater, mens han samtidig bevæger sig rundt på Christiania, hvor han er vokset op. Der vises også klip fra hans fars gravsted, samt fra Los Angeles. Herudover er der klip med hele bandet, både opstillet og i koncert.
Videoen er skrevet, instrueret og klippet af instruktør René Sascha Johannsen.

## Sporliste
| #  | Titel     | Længde |
| -- | --------- | ------ |
| 1. | "7 Years" | 3:59   |

## Præstation
Sangen har opnået stor succes i Europa, med førstepladser i Danmark, Sverige, Østrig, Holland, Belgien, Irland, Skotland, og Storbritannien, samt top-ti placeringer i, Tyskland, Norge, Luxembourg og Finland. Derudover opnåede sangen succes i resten af verden, med top tyve i USA og en førsteplads i Australien.
Sangen har opnået en placering som nummer 43 på Billboard Hot 100 i USA, efter tre uger på hitlisten. Sidenhen kravlede den op til en placering som nummer tre.
Den 12. februar 2016 blev "7 Years" nummer ét på den britiske single-hitliste, UK Singles Chart, efter kun tre uger på hitlisten. Sangen solgte kombineret 105.000 enheder (inklusiv 3,65 millioner streams). Samme uge blev "7 Years" certificeret sølv for 200.000 solgte enheder. Det er første gang siden Aquas "Turn Back Time" i 1998, at en dansk artist har opnået en førsteplads på hitlisten. Lukas Graham er desuden kun den tredje danske artist i historien, der har ligget nummer ét på UK Singles Chart efter Aqua og Whigfield. Den 15. februar gik sangen ind på førstepladsen i Australien, som den kun tredje danske artist nogensinde, efter Cut'N'Move med "Give It Up" i februar 1994 og Aqua i slutningen af 1997 med "Barbie Girl" og "Doctor Jones".
I Danmark var singlen var den syvende mest spillede danske sang i radioen i 2015.

## Hitlister og certifikationer
| Hitliste (2015-16)                                | Højeste placering |
| ------------------------------------------------- | ----------------- |
| Australien (ARIA)                                 | 1                 |
| Belgien (Ultratop 50 Flanderen)                   | 1                 |
| Belgien (Ultratip Wallonien)                      | 14                |
| Canada (Canadian Hot 100)                         | 1                 |
| Canada Digital Songs (Billboard)                  | 11                |
| Danmark (Track Top-40)                            | 1                 |
| Europa (Europe Official Top 100)                  | 6                 |
| Europa (Euro Digital Songs)                       | 1                 |
| Filippinerne (Philippines Singles Chart)          | 22                |
| Finland (Suomen virallinen lista)                 | 5                 |
| Frankrig (SNEP)                                   | 10                |
| Holland (Dutch Top 40)                            | 1                 |
| Holland (Single Top 100)                          | 3                 |
| Hong Kong (Hong Kong Singles Chart)               | 16                |
| Indonesien (Indonesia Singles Chart)              | 30                |
| Irland (IRMA)                                     | 1                 |
| Israel (Media Forest)                             | 2                 |
| Italien (FIMI)                                    | 3                 |
| Luxembourg (Billboard Luxembourg Digital)         | 2                 |
| New Zealand (RIANZ)                               | 1                 |
| Norge (VG-lista)                                  | 4                 |
| Polen (Polish Airplay Top 100)                    | 4                 |
| Schweiz (Schweizer Hitparade)                     | 3                 |
| Singapore (Singapore Singles Chart)               | 11                |
| Skotland (Official Charts Company)                | 1                 |
| Slovakiet (Rádio Top 100)                         | 3                 |
| Slovakiet (Singles Digitál Top 100)               | 2                 |
| Slovenien (SloTop50)                              | 2                 |
| Spanien (PROMUSICAE)                              | 9                 |
| Storbritannien Singles (Official Charts Company)  | 1                 |
| Storbritannien Download (Official Charts Company) | 1                 |
| Sverige (Sverigetopplistan)                       | 1                 |
| Sydafrika (EMA)                                   | 6                 |
| Sydkorea International Chart (Gaon)               | 63                |
| Thailand (Thailand Singles Chart)                 | 30                |
| Tjekkiet (Rádio Top 100)                          | 10                |
| Tjekkiet (Singles Digitál Top 100)                | 8                 |
| Tyskland (Official German Charts)                 | 6                 |
| Ungarn (Rádiós Top 40)                            | 11                |
| Ungarn (Stream Top 40)                            | 4                 |
| Ungarn (Single Top 40)                            | 4                 |
| USA Billboard Hot 100                             | 2                 |
| USA Adult Contemporary (Billboard)                | 23                |
| USA Adult Top 40 (Billboard)                      | 5                 |
| USA Mainstream Top 40 (Billboard)                 | 14                |
| USA Rock Airplay (Billboard)                      | 27                |
| Østrig (Ö3 Austria Top 40)                        | 1                 |

| Hitliste (2015)       | Placering |
| --------------------- | --------- |
| Danmark (Tracklisten) | 5         |

| Hitliste (2016)                   | Placering |
| --------------------------------- | --------- |
| Canada (Canadian Hot 100)         | 7         |
| US Billboard Hot 100              | 12        |
| US Adult Contemporary (Billboard) | 10        |
| US Adult Top 40 (Billboard)       | 10        |
| US Mainstream Top 40 (Billboard)  | 22        |

| Land | Certificering | Salg     |
| --- | ------------- | -------- |
| Australien | Guld          | 35.000   |
| Danmark (IFPI Danmark) | 3× Platin     | 180.000^ |
| Italien (FIMI) | Gold          | 25,000   |
| New Zealand (RMNZ) | Guld          | 7.500*   |
| Sverige | 3× Platin     | 120.000  |
| Storbritannien | Guld          | 400.000  |
| ^Forsendelsestal baseret på certificering alene. · xUspecificerede tal baseret på certificering alene. · Salgstal+streamingtal baseret på certificering alene. |               |          |